# Jambo Balee
Jambo Balee is een bestuurslaag in het regentschap Aceh Timur van de provincie Atjeh, Indonesië. Jambo Balee telt 960 inwoners (volkstelling 2010).